# سزار ویشار دو سن-رئال
سزار ویشار دو سن-رئال (به فرانسوی: César Vichard de Saint-Réal) نویسنده قرن هفدهم میلادی اهل فرانسه است.